# نيل غولدبرغ
نيل غولدبرغ (بالإنجليزية: Neil Goldberg)‏ هو فنان فيديو أمريكي، ولد في 1963 في كوينز في الولايات المتحدة.

## وصلات خارجية
- الموقع الرسمي